# Nagyváty
Nagyváty község Baranya vármegyében, a Szigetvári járásban.

## Fekvése
Pécstől nyugatra helyezkedik el; a szomszédos települések: észak felől Ibafa, északkelet felől Dinnyeberki, délkelet felől Kacsóta, délnyugat felől Nagypeterd, északnyugat felől pedig Nyugotszenterzsébet.

### Megközelítése
Déli határszélét érinti a 6-os főút is, így ez a legfontosabb közúti megközelítési útvonala; központja tekintetében azonban zsáktelepülésnek minősül, csak a főútból északnak kiágazó 66 112-es számú mellékúton érhető el. Déli határszélét érinti még az 5807-es út is.

## Története
Nagyváty (Váty) nevének első ismert említése 1183-ból származik, amikor az almamelléki Töttös (Szentegyed) határjárásában tűnik fel a vátyi erdő neve, a mai Mozsgótól északkeletre, Wathy formában. (A falu egy kissé távolabb, ettől délkeletre feküdt.)
Az Árpád-korban a település várispánság, megye jellegű kerület és esperesség székhelye, kiváltságos „székely lövők” központja és lakhelye volt.
A székely ispánság, mely körülbelül 400 fős létszámú lehetett, és az Okor és Alma melléke falvaiban lakó székelyekből állt. Mivel a tatárjárás után megfogyatkozott lakosságból már nem tudták a 100 fegyverest kiállítani, ezért a király kivette a székelyeket az ispánság fennhatósága alól.
IV. Béla király egyik oklevele említette a vátyi székelyeket is, kikről elmondta, hogy mivel a tatárjárás előtti időkben ispánjuk elnyomta őket, ezért kivette a székelyeket az ispán fennhatósága alól, - s az eddigi gyakorlattól eltérően, mely szerint 100 fegyveressel tartoztak a király minden hadjáratában résztvenni - úgy rendelkezett, hogy "Mivelpedig a szabadságban élt székelyek (siculi in libertate persistentes) minden háborúban hősien harcoltak, ezért most abban a kiváltságban részesítik őket, hogy nem meghatározott számban, hanem egyénenként felfegyverkezve, mint királyi szerviensek tartoznak harcolni".
1272-ben V. István király 6 vátyi lövőt (íjászt) a lövők közül kivett és a királyi szerviensek és az országos nemesek közé emelt.
1279-ben IV. László király is 3 szegedi embert rokonságával, akik a vátyi lövők közül eredtek, kivett a lövők közül és a nemesek, vagy szerviensek közé emelt.
A vátyi székelyek közül még egy-egy feltűnik a későbbi időkben is: például 1260-ban Almamelléken mint szolga, 1277-ben Ürögön, mint szőlőbirtokos, de a székely lövők maradékai beolvadtak a megyei nemességbe.
1272-től a vátyiak nemesként szerepeltek, s 1275-1279 között Medvezen levő földjeiket adták el, s 1283-ban egyikük fogott bíró volt, egy másik vátyi 1320-ban hatalmaskodás áldozata lett.
1326-tól jelenik meg Váty mellett Nagyváty neve is, ami két falu kialakítására mutat. Ekkor nagyvátyi lakosok adták el Románföldét.
1330-ban egy tanúvallomásban 2 vátyi lakos mellett 9 nagyvátyi nemes tanúskodásáról van szó, ami népes kisnemesi falut jelez.
1335-ben Nagyváty papja 20 báni pápai tizedet fizetett.

## Közélete

### Polgármesterei
- 1990–1994: Kis Tóth Kálmán (független)[3]
- 1994–1998: Kis-Tóth Kálmán (független)[4]
- 1998–2002: Kis Tóth Kálmán (független)[5]
- 2002–2006: Kis-Tóth Kálmán (független)[6]
- 2006–2010: Kis-Tóth Kálmán (független)[7]
- 2010–2014: Horváth Gézáné (független)[8]
- 2014–2019: Horváth Gézáné (független)[9]
- 2019–2024: Tömösközi Sándor (független)[10]
- 2024– : Heimné Kocsmár Zsuzsannna Márta (független)[1]

## Népesség
A település népességének változása:
| Lakosok száma | 351  | 363  | 358  | 323  | 301  | 279  | 287  | 290  |
|               | 2013 | 2014 | 2015 | 2019 | 2021 | 2022 | 2023 | 2024 |

A 2011-es népszámlálás során a lakosok 96,7%-a magyarnak, 0,9% cigánynak, 1,2% németnek, 0,6% románnak mondta magát (3% nem nyilatkozott; a kettős identitások miatt a végösszeg nagyobb lehet 100%-nál). A vallási megoszlás a következő volt: római katolikus 45,8%, református 31,8%, evangélikus 0,3%, felekezeten kívüli 5,7% (15,8% nem nyilatkozott).
2022-ben a lakosság 86,7%-a vallotta magát magyarnak, 1,8% németnek, 1,1% cigánynak, 0,4% horvátnak, 1,8% egyéb, nem hazai nemzetiségűnek (11,5% nem nyilatkozott; a kettős identitások miatt a végösszeg nagyobb lehet 100%-nál). Vallásuk szerint 33% volt római katolikus, 24% református, 0,4% egyéb keresztény, 1,4% egyéb katolikus, 7,5% felekezeten kívüli (33,7% nem válaszolt).

## Nevezetességei
- Református temploma - 1820-ban épült.

## Gazdasága
Területén fekszik egy, a Sándorárok nevű vízfolyáson feldusszasztott halastó. Eredeti kiterjedése 31 katasztrális hold, térfogata 267 000 köbméter, átlagos mélysége 1,50 méter.